# Exilipedronia sutana
Exilipedronia sutana är en insektsart som beskrevs av Williams 1960. Exilipedronia sutana ingår i släktet Exilipedronia och familjen ullsköldlöss. Inga underarter finns listade i Catalogue of Life.